# 轟進一
轟 進一（とどろき しんいち、1959年10月1日 - ）は、森進一のものまねで知られるものまねタレント。本名・安藤年男。千葉県出身。血液型O型。
メディアでおなじみ「朝でも昼でも、いつでもどこでも、こんばんは森進一です」のフレーズは轟のオリジナル。
芸名の由来は「森」は木が三つ、「轟」は車が三つで文字の形状が似ているため、遠くから見ると「森」に見えるということを狙い名付けた。
テレビ、ラジオでの活躍のほか、毎日新聞に小説が掲載され作家としても活動中。

## 主な出演番組
- 「超そっくり対決ものまね日本一決定戦」
- 「ジャスト」
- 「スーパーJチャンネル」
- 「ワールドビジネスサテライト」
- 「えいせい魂・とにかく金がないTV」「こんばんは、森進一です」と最初に言ったのは誰？
- 「イブニング・ファイブ」芸能コーナーに出演。
- 「アッコにおまかせ!」
- 「TVQ九州　ナリキリものまね館」

## 雑誌
- 「フラッシュ」（光文社）

## DVD
- 「YOUのとにかく金がないTV」BMG JAPANより発売。